# Sean Payton
Patrick Sean Payton (født 29. december 1963) er cheftræner for Denver Broncos, som er et professionelt amerikansk football-hold.

## Ekstern henvisning
- Sean Paytons profil hos NFL.com (engelsk)
- Sean Paytons profil hos Pro-Football-Reference.com (engelsk)
- Sean Paytons profil hos justsportsstats.com (engelsk)
- Sean Paytons profil hos NNDB (engelsk)
- Sean Paytons profil hos Encyclopædia Britannica Online (engelsk)

| NFL | Spire Denne artikel om NFL er en spire som bør udbygges. Du er velkommen til at hjælpe Wikipedia ved at udvide den. |